# Wilhelm Karlik
Wilhelm Karlik (* 18. Mai 1872 in Brandeisl (heute Brandýsek), Bez. Schlan; † 1. Juni 1934 in Brüx, Tschechoslowakei) war Erfinder von Seilscheiben und Bergbautechnologe.

## Lebenslauf
Karlik erhielt seine Ausbildung in den Bergakademien von Leoben (Österreich) und Freiberg in Böhmen (heute Příbram). Ab 1895 war er als Ingenieur bei der Brüxer Kohlenbergbau-Gesellschaft beschäftigt, und 1926 wurde Karlik Betriebsdirektor der Duxer Berginspektion. Bedeutende Erfindungen sind im Bereich der Seilwindentechnologie mit bis heute bestehenden Anwendungen für Seilbahnen, Kabelkrane und in Rangierbahnhöfen mit Seilablaufanlage (z. B. in Dresden-Friedrichstadt (im Krieg zerstört) und Chemnitz-Hilbersdorf (als Technikmuseum Schauplatz Eisenbahn öffentlich zugänglich)) belegt. Museal erhalten ist auch die Spanneisen-Seilscheibe zum Antrieb eines Endlosseiles im Schrägschacht des Eisenbergwerkes Erzberg bei Neu-Joachimsthal (heute Krušná hora/Nový Jáchymov, Teil des binationalen UNESCO-Welterbes Montane Kulturlandschaft Erzgebirge). Diese Art von Seilscheiben wird auch Karlikscheibe genannt.

## Patente
- Greiferscheide für Seilbahnbetriebe – Patent vom 19. Juli 1924
- Patent  DE416051C: Antriebsseilscheibe („Karlik-Scheibe“). Angemeldet am 19. Juli 1924, veröffentlicht am 7. Juli 1925, Anmelder: Wilhelm Karlik, Erfinder: Wilhelm Karlik.‌